# فالديمار كرافت
فالديمار كرافت (بالألمانية: Waldemar Kraft)‏ (و. 1898 – 1977 م) هو سياسي ألماني، ولد في بوزنان، كان عضوًا في الحزب النازي، وكان عضوًا في الاتحاد الديمقراطي المسيحي، كان عضوًا في شوتزشتافل، توفي في بون، عن عمر يناهز 79 عاماً.

## مناصب
تولى منصب عضو في البوندستاغ الألماني (6 أكتوبر 1953–6 أكتوبر 1957)
- عضو مجلس الشورى الموحد شليزفيغ-هولشتاين
- وزير

.

## جوائز
حصل على جوائز منها:

وسام الصليب الأعظم من الفئة الأولى للخدمات الجليلة لجمهورية ألمانيا الاتحادية

## روابط خارجية
- فالديمار كرافت على موقع مونزينجر (الألمانية)